# 第1次シルテ湾海戦
第1次シルテ湾海戦（だいいちじシルテわんかいせん）は、第二次世界大戦における地中海攻防戦において、イギリス海軍とイタリア海軍との間で戦われた海戦である。1941年（昭和16年）12月17日にマルタの西、シルテ湾の北の地中海戦域で生起した。海戦は引き分けに終わったが、両軍とも船団護衛という任務は達成した。

## 背景
1941年（昭和16年）11月18日、北アフリカでイギリス連邦諸国軍（イギリス軍）はクルセーダー作戦を開始した。英軍の攻勢によりドイツ陸軍のアフリカ軍団は後退、連合国軍は包囲されていたトブルクの解放に成功した。枢軸国軍は12月13日までにベンガジの東のガザラで態勢を立て直し、さらに秩序を保ったまま西方に退却した。名将と謳われたエルウィン・ロンメル将軍であっても、燃料と物資、それを継続的に届ける海上補給路が機能しなけば、勝利に見放されてしまう。
上述のように、北アフリカ戦線の枢軸国軍は物資の欠乏に悩まされていた。状況を打破するため、イタリアは大規模な補給作戦を実施しようとしていた。イタリア海軍はタラント空襲やマタパン岬沖海戦の痛手から立ち直りつつあり、特に新鋭戦艦リットリオ (Littorio) の戦線復帰は朗報であった。ところがイギリス海軍の軽巡洋艦と駆逐艦で編成された小規模部隊（K部隊、B部隊など）が地中海で活動し、デュースブルク船団など、枢軸国軍のシーレーンに打撃を与える。
枢軸側の輸送船団にとって、マルタ島を拠点に行動するイギリス空軍、水雷戦隊や潜水戦隊は大きな脅威となった。速力の遅い輸送船ではK部隊から逃げられないため、イタリア側は潜水艦に補給物資を搭載したり、燃料入りドラム缶を山積みにした軽巡洋艦を動員して、北アフリカへの補給を試みた。
一方、イギリスの地中海における重大拠点英領マルタも、枢軸軍の空襲により苦境に陥っていた（マルタ攻囲戦）。マルタのイギリス軍も民間人も補給を必要としており、イギリス軍は輸送船団を編成して補給作戦を実施する。このマルタ輸送は、アレキサンドリアからマルタを目指すルートと、ジブラルタルから地中海を東進してマルタにむかう二つのルートがあった。
イギリス海軍の懸念材料の一つは、ドイツ海軍が地中海に派遣したUボートであった。地中海におけるUボート作戦により、前月14日に英空母アーク・ロイヤル (HMS Ark Royal, 91) がU-81に撃沈され、24日に英軽巡ダニーディン (HMS Dunedin) がU-124に撃沈され、25日に英戦艦バーラム (HMS Barham) がU-331に撃沈されていた。

## 海戦前の状況

### M41作戦
イタリア海軍の計画では、合計8隻の貨物船を3つの船団に分割し、北アフリカのシルテ湾に向かう計画であった。
初回のM41作戦は最初から災厄に見舞われた。12月13日、集結場所へと向かっていた貨物船2隻がイギリス潜水艦アップライト (HMS Upright, N89) により沈められ、2隻が衝突して引き返した。また、この日にはトリポリまで燃料などを輸送中であったイタリア軽巡洋艦2隻（アルベリコ・ダ・バルビアーノ、アルベルト・ディ・ジュッサーノ）もイギリス軍駆逐艦に夜戦で敗れ、2隻とも撃沈された（ボン岬沖海戦）。
残る輸送船4隻は駆逐艦5隻に護衛されて13日夜にターラントから出発した。その支援のためアンジェロ・イアキーノ提督が率いる戦艦リットリオ (Littorio) 、ヴィットリオ・ヴェネト (Vittorio Veneto) 、駆逐艦4隻、水雷艇2隻が出撃したが、14日朝にヴィットリオ・ヴェネトが英潜水艦アージの雷撃で損傷する。イタリア艦隊は健在艦を含めて引き返した。
イギリス軍は迎撃のため軽巡洋艦3隻（ナイアド、ガラティア、ユーライアラス）と駆逐艦9隻をアレクサンドリアから出撃させた（ME9作戦）。ところがイタリア軍が引き返したため、イギリス艦隊も撤収する。帰投中の14日深夜、ドイツ潜水艦U-557の雷撃により軽巡ガラティア (HMS Galatea, 71) を失った。そのU-557も16日にクレタ島西部にてイタリア軍水雷艇オリオーネ (Orione) との同士討ちで撃沈された。

### M42作戦
一度引き返した枢軸国軍の輸送船4隻は、12月16日に再度ターラントから出発した。イタリア駆逐艦部隊と水雷艇ぺガソ (Pegaso) が船団を直接護衛した。マルタを偵察した枢軸国軍偵察機は、同地で2隻のイギリス戦艦の存在を報告したため、イタリア軍輸送船団には強力な護衛部隊がつけられたが、その報告は誤報であった。偵察機が見た英戦艦の正体は、アブディール級敷設巡洋艦のアブディールであったという。
近接護衛部隊（クルーテン提督）として、戦艦カイオ・ドゥイリオ (Caio Duilio)、軽巡洋艦エマヌエレ・フィリベルト・デュカ・ダオスタ (Emanuele Filiberto Duca d'Aosta) 、ライモンド・モンテクッコリ (Raimondo Montecuccoli) 、ムツィオ・アッテンドーロ (Muzio Attendolo) 、駆逐艦3隻が出撃した。
遠距離護衛部隊（イアキーノ提督、パロナ提督）として、戦艦リットリオ (Littorio) 、アンドレア・ドーリア (Andrea Doria) 、ジュリオ・チェザーレ (Giulio Cesare) 、重巡洋艦トレント (Trento) 、ゴリツィア (Gorizia) 、駆逐艦10隻が出撃した。

### イギリスの補給作戦
ME9作戦では、マルタへの補給物資を積んだ輸送船ブレコンシャー (HMS Breconshire) をアレクサンドリアからマルタへ向かせることも計画されていた。ブレコンシャー（排水量9,776トン、速力18ノット）は、マルタ向けの航空燃料を搭載していた。12月15日、ブレコンシャーと護衛部隊はアレクサンドリアを出発した。
護衛部隊は軽巡洋艦ナイアド (HMS Naiad, 93) 、ユーライアラス (HMS Euryalus, 42) 、防空巡洋艦カーライル (HMS Carlisle，D67) 、駆逐艦8隻で、フィリップ・ヴィアン少将が指揮を執った。このうちカーライルと駆逐艦2隻は途中でアレクサンドリアへ引き返した。マルタからもK部隊および第4駆逐群の軽巡洋艦オーロラ (HMS Aurora) 、軽巡ペネロピ (HMS Penelope, 97) 、駆逐艦6隻が出撃し、さらに軽巡ネプチューン (HMS Neptune, 20) と駆逐艦2隻からなるB部隊もそれに続いた。
ヴァイアンの部隊とK部隊は12月17日8時に合流した。たった1隻の護衛対象を約20隻の海軍艦艇が護衛するという陣容であり、最大戦力はリアンダー級軽巡洋艦のネプチューンであった。

## 両軍の部隊

### イギリス
- 第15巡洋艦戦隊（フィリップ・ヴァイアン少将）
  - 軽巡洋艦ナイアド（旗艦）、ユーライアラス
- 第14駆逐群（マック大佐）
  - 駆逐艦ジャーヴィス、キンバリー（英語版）、キプリング、ニザム（英語版）、ハヴォック、デコイ（英語版）
- K部隊（アグニュー大佐）
  - 軽巡洋艦オーロラ、ペネロピ、駆逐艦ランス、ライヴリー
- 第4駆逐群（ストークス大佐）
  - 駆逐艦シーク、リージョン、マオリ、イサーク・スウェールズ
- B部隊（オコーナー大佐）
  - 軽巡洋艦ネプチューン、駆逐艦ジャガー、カンダハー
- 船団
  - ブレコンシャー

### イタリア
- 最高指揮官（アンジェロ・イアキーノ中将）旗艦：リットリオ
- 近接護衛部隊（ラファエル・ド・コートン提督）旗艦：デュカ・ダオスタ
  - 戦艦：カイオ・ドゥイリオ
  - 第7巡洋艦戦隊
    - 軽巡：エマヌエレ・フィリベルト・デュカ・ダオスタ、ムツィオ・アッテンドーロ、ライモンド・モンテクッコリ
    - 駆逐艦：アスカリ、アヴィエーレ、カミチア・ネーラ
- 遠距離護衛部隊（アンジェロ・パロナ提督）旗艦：ゴリツィア
  - 戦艦戦隊：リットリオ、アンドレア・ドリア、ジュリオ・チェザーレ
  - 第3戦隊
    - 重巡洋艦ゴリツィア、トレント

  - 第9駆逐隊
    - アルフレート・オリアーニ（英語版、イタリア語版）、ヴィンチェンツォ・ジョベルティ

  - 第10駆逐隊
    - 駆逐艦マエストラーレ

  - 第12駆逐隊
    - カラビニエーレ、コラッツィエーレ

  - 第13駆逐隊
    - グラナティエーレ、フチリエーレ、ベルサリエーレ、アルピーノ

  - 第16駆逐隊
    - アントニオット・ウソディマーレ
- 輸送船団
  - 駆逐艦サエッタ、アントーニオ・ダ・ノーリ、ウゴリーノ・ヴィヴァルディ（英語版、イタリア語版）、ランツェロット・マロチェッロ（英語版、イタリア語版）、ニコロ・ゼーノ（英語版、イタリア語版）、エマヌエーレ・ペッサーニョ
  - 魚雷艇：ぺガソ（イタリア語版）
  - 輸送船3隻、貨物船アンカラ

## 海戦経過
12月17日中にイアキーノの元にはイギリス艦隊に関する情報が届いたが、それではブレコンシャーを戦艦と誤認していた。さらに、1隻しか報告されていないにもかかわらず、イアキーノ提督は「イギリス戦艦3隻がイタリア船団の攻撃に向かっている」と判断した。実際には、地中海艦隊の主力艦は護衛駆逐艦不足のためアレクサンドリアに留め置かれていた。イアキーノの部隊は速度を上げ南へ向かった。
一方、ヴァイアン少将もイタリア艦隊の情報を得て、会敵の可能性を下げるため南西へ向かった。イギリス艦隊はドイツ空軍とイタリア空軍の航空部隊による攻撃を何度も受けたが、損害はなかった。
夕刻、イギリス艦隊の対空砲火を視認したイタリア艦隊はそのほうへと向かい、日没後に戦闘が開始された。イタリア艦隊の戦艦が32,000メートルの距離で砲撃を開始した。
ヴァイアン少将はブレコンシャーに駆逐艦2隻（デコイ、ハヴォック）をつけて南へ向かわせると、残りの艦艇を率いてイタリア艦隊に向かった。イギリス艦隊の軽巡のうち何隻かは対艦戦闘に不向きな防空巡洋艦だったので、英艦隊はイタリア艦隊に対し圧倒的不利であった。イギリス艦隊は駆逐艦による魚雷攻撃に賭けるしかなく、これを阻止しようとするイタリア駆逐艦の間で小競り合いが繰り広げられた。重巡ゴリツィアは本隊から突出し、砲撃で英駆逐艦1隻（キプリング）を損傷させたという。またイタリア駆逐艦マエストラーレ (Maestrale) も駆逐艦1隻（ニザム）を損傷させている。
イタリア艦隊はイギリス駆逐艦が雷撃を行ったと誤認して回避運動を取ると、そのまま砲撃を停止し、18時28分には北へむかった。イアキーノの任務は船団護衛であったためである。ヴァイアン少将もブレコンシャーの護衛を優先し、約40分間の海戦は終了した。
この海戦でイギリス駆逐艦キプリング (HMS Kipling，F91) が軽微な損傷を受け死者1名を出した。

## 海戦後
12月18日、ブレコンシャーは無事にマルタに到着、燃料補給に成功した。ヴァイアンの第15巡洋艦戦隊、第4、第14駆逐群は敵船団を捜索したが発見できなかったためアレクサンドリアへ帰投した。
イタリアの船団のうち1隻は12月18日にベンガジに到着。残り3隻はトリポリへ向かったが、掃海作業を待つ間にイギリス軍機の攻撃を受け1隻が損傷した。この船団を攻撃するため、マルタに入港したK部隊は再び出撃したが、19日にトリポリ北方の機雷原に進入してしまう。軽巡洋艦ネプチューン (HMS Neptune, 20) と駆逐艦カンダハー (HMS Kandahar, F28) が沈没、軽巡2隻（オーロラ、ペネロピ）も大破した。

## 結果と影響
イギリス海軍はマルタへの輸送任務を達成し、イタリア海軍も北アフリカへの輸送任務に成功した。水上戦闘においては、高速戦艦3隻と強力な巡洋艦を擁するイタリア艦隊は、軽巡と駆逐艦で編成されたイギリス艦隊に対して優位に立っていたが、夜戦とレーダーを警戒して消極的な行動に終始した。
地中海戦域全体でみると、イギリス軍の苦戦が目立つ。本海戦直後の12月18日-19日にはイタリア海軍潜水艦シィーレおよび人間魚雷によるコマンド作戦で、アレクサンドリア停泊中の地中海艦隊主力戦艦2隻（クイーン・エリザベス、ヴァリアント）およびタンカー1隻と駆逐艦ジャーヴィス (HMS Jervis, G00) が大破着底した。
イギリス海軍のイラストリアス級航空母艦も軒並み損傷して修理中であり、キング・ジョージ5世級戦艦は地中海に投入されなかった。地中海艦隊は旧式空母2隻（イーグル、アーガス）と巡洋艦や駆逐艦を主力とする水上艦隊で、高速戦艦3隻を擁するイタリア艦隊に立ち向かう。マルタ島もドイツ空軍やイタリア空軍の空襲で戦力を失いかけており、クラブラン (Club Run) とよばれる空母輸送作戦でスピットファイアなどの航空機を補給し続けた。